# 4257 Ubasti
Ubasti (asteroide 4257, com a designação provisória 1987 QA) é um asteroide cruzador de Marte. Possui uma excentricidade de .4684872553214718 e uma inclinação de 40.7146º.
Este asteroide foi descoberto no dia 23 de agosto de 1987 por Jean Mueller no Observatório Palomar.